# Antonio Serrano (réalisateur)
Pour les articles homonymes, voir Antonio Serrano.
José Antonio Serrano Argüelles (né le 17 mai 1955 à Mexico) est un réalisateur, acteur, dramaturge et scénariste mexicain. Il est diplômé en communication de l'université ibéro-américaine. Il a également fréquenté la Royal Weber Academy of Dramatic Art en Angleterre et l'Odin Teatre au Danemark. Il a étudié avec les réalisateurs suivants : le Polonais Jerzy Grotowski, le Français Philippe Gaulier et l'Italien Carlo Boso. De retour au Mexique, il a travaillé dans l'industrie de la telenovela (feuilleton) pour Televisa et TV Azteca, dirigeant des acteurs tels que Gael García Bernal, Salma Hayek, Chayanne et Angélica Aragón. 

## Telenovelas (réalisateur)
- Cara o cruz (2002)
- La vida en el espejo (1999)
- Mirada de mujer (1997)
- Nada personnel (1996)
- Mágica juventud (1992)
- Teresa (1989)

## Théâtre
- Café americano (1992)
- Sexo, pudor y lágrimas (1990)
- Doble cara (1988)
- A destiempo (1986)

## Filmographie

### Réalisateur
- Sexo, pudor y lágrimas ( Sexe, honte et larmes ) (1999)
- La hija del canibal ( Lucía, Lucía ) (2003)
- Cero y van cuatro (segment "El Torzón") (2004)
- Hidalgo: La historia jamás contada (2010)
- Morelos (2012)
- Macho (2016)

### Scénariste
- La hija del canibal ( Lucía, Lucía ) (2003, adaptation)
- Sexo, pudor y lágrimas ( Sex, Shame & Tears ) (1999, original; scénario)

### Acteur
- Un mundo maravilloso (2006)
- Un hilito de sangre (1995)
- La dedicatoria (1992)
- Étrange Séduction (1990)
- La última luna (1990)
- Romero (1989)
- Tranquille donne di compagna (1980)